# Inma Cuesta
Inmaculada Cuesta Martínez, coneguda simplement com a Inma Cuesta   (València, 25 de juny de 1980), és una actriu espanyola, coneguda principalment per les seves interpretacions s Águila Roja (2009-2016), 3 bodas de más (2013) i La novia (2015).

## Biografia
Va néixer a València, però des dels sis anys va viure a Arquillos (província de Jaén). El seu pare és tapisser, ella recollia els retalls, els cosia com a bosses i els venia per a finançar els seus estudis. És la major de tres germans. El seu avi patern va ser un comandant republicà "que va salvar el coll gràcies a un capellà" per això va néixer a la Mediterrània. Als 18 anys va marxar a Còrdova per a estudiar la Llicenciatura en Art Dramàtic a l'Escola Superior d'Art Dramàtic. Després de llicenciar-se va completar la seva formació s Sevilla, per a finalment l'any 2005 mudar-se a Madrid on va ingressar en el Conservatori i Escola de Dansa, Centre d'Arts Escèniques que dirigeix Carmen Roche.

## Trajectòria professional
Va iniciar la seva carrera professional en el món del teatre a Madrid de la mà de Nacho Cano protagonitzant el musical Hoy no me puedo levantar. Encarnant el paper d'Elisa, una humil noia que treballava com cigarrera en una cocteleria i es convertia en una coneguda cantant de l'època. Després de tres temporades i gairebé tres anys en el musical va fitxar per una altra sèrie de televisió, Plan América, al costat de Pepe Sancho (TVE, 2008).
Li va arribar la seva primera oportunitat al cinema amb la pel·lícula Café solo o con ellas (2007) al costat d'Asier Etxeandía, Alejo Sauras, Diego Paris, Terele Pávez i Elena Ballesteros, entre d'altres. Més tard va protagonitzar amb Fele Martínez i Ángel de Andrés la pel·lícula El kaserón (2008). a compaginar els seus primers passos al cinema amb el rodatge de la sèrie de televisió de la sèrie Águila roja de TVE en la qual va interpretar el paper de Margarita. Va tenir un paper protagonista en la sèrie durant totes les seves temporades, fins a la seva fi el 2016. L'abril de 2011 va estrenar Águila Roja: la película, versió cinematogràfica de la sèrie.
Més tard va protagonitzar la pel·lícula Primos (2011) una comèdia de Daniel Sánchez Arévalo, al costat de Quim Gutiérrez, Raúl Arévalo i Antonio de la Torre. El 21 d'octubre de 2011 va estrenar La voz dormida, pel·lícula de Benito Zambrano que coprotagonitza amb María León, ambientada en la postguerra civil espanyola i preseleccionada per l'Acadèmia de les Arts i les Ciències Cinematogràfiques d'Espanya. Per la seva interpretació a la pel·lícula, va ser nominada en els Premis Goya com millor interpretació femenina protagonista.
El 2012 va participar en tres de les estrenes de l'any: Blancaneu, de Pablo Berger, en la qual va interpretar el paper de Carmen de Triana, en l'adaptació espanyola de Blancaneu, una pel·lícula muda i en blanc i negre amb la música com a fil conductor, compartint repartiment amb Maribel Verdú, Ángela Molina i Macarena García; Grupo 7 d'Alberto Rodríguez, al costat de Mario Casas i Antonio de la Torre; i Invasor de Daniel Calparsoro al costat d'Alberto Ammann, Karra Elejalde i Antonio de la Torre, amb la qual aconsegueix la candidatura a millor actriu de repartiment en els Premios Mestre Mateo. Entre les tres pel·lícules acapararen 39 candidatures als Goya de 2013 (en guanyaren 12).

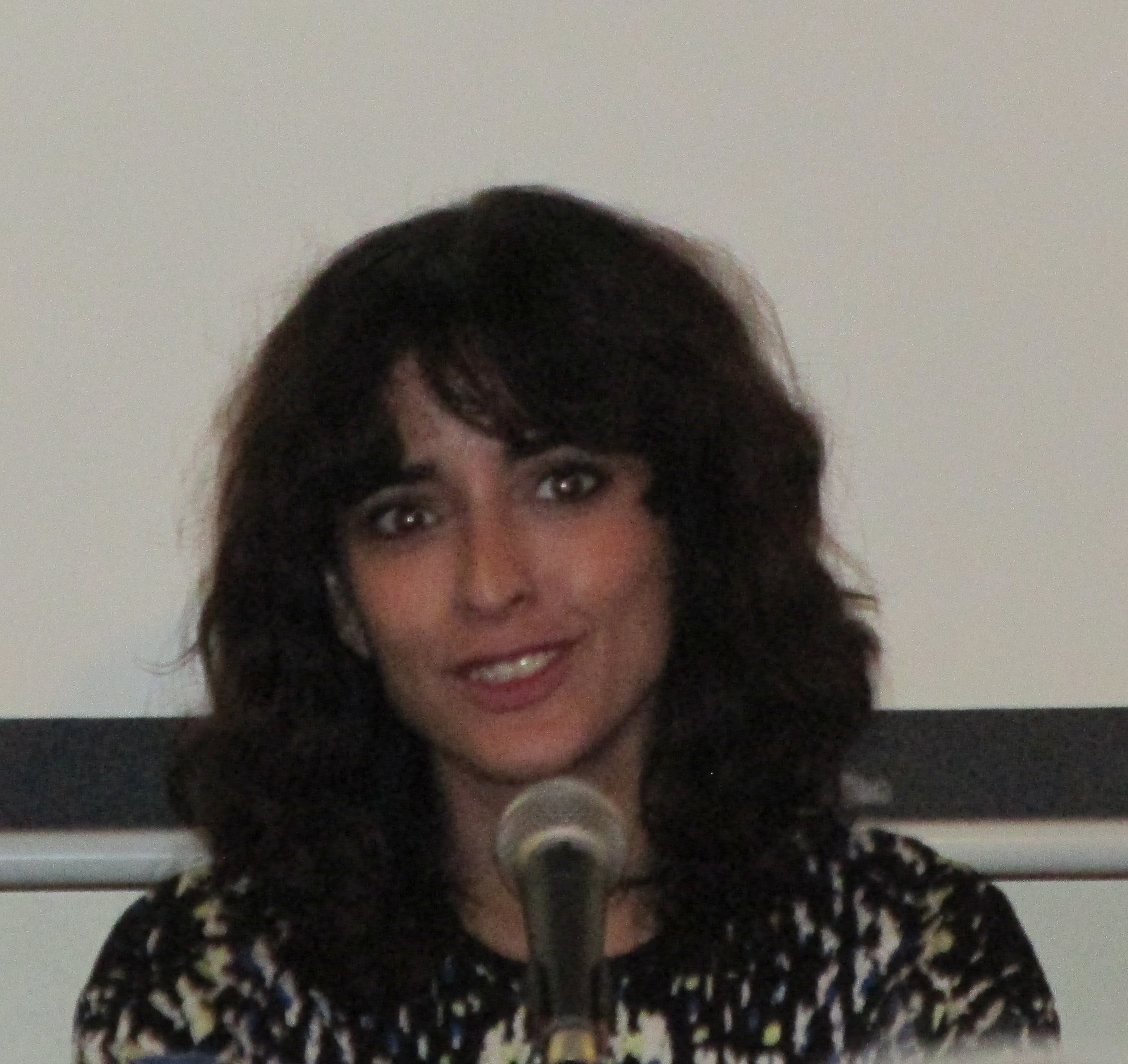
Inma Cuesta el desembre de 2015.

Gairebé al mateix temps, va protagonitzar el curt de Rodrigo Atíenza Muchacha con paisaje i la participació en la pel·lícula Words with Gods (idea de Guillermo Arriaga) de la mà de Álex de la Iglesia, en un projecte on directors de tot el món presenten un episodi sobre la religió. El 2013 va donar vida a Ruth en la pel·lícula de Javier Ruiz Caldera 3 bodas de más, estrenada el desembre als cinemes, al costat de Martiño Rivas, Paco León, Quim Gutiérrez, Rossy de Palma i Laura Sánchez, entre d'altres. Per la seva interpretació en la pel·lícula, va tornar a ser nominada als Goya com a millor interpretació femenina protagonista i en la primera edició dels Premis Feroz com millor actriu protagonista. Aquest mateix any, va tornar als musicals al costat de Javier Gutiérrez i Marta Ribera amb l'obra ¡Ay, Carmela!.
En 2014 va protagonitzar el llargmetratge Las ovejas no pierden el tren d'Álvaro Fernández Armero, amb Raúl Arévalo. Ambn la pel·lícula La novia (2015) dirigida per Paula Ortiz Álvarez, va guanyar el Premi Feroz a la millor actriu protagonista i va ser novament nominada en els Goya com a millor interpretació femenina protagonista. Aquest paper li va obrir les portes a treballar amb Pedro Almodóvar a Julieta (2016). Aquest mateix any, al costat de l'actor argentí Ricardo Darín, va donar vida a una jove habitant d'una petita vila de l'interior de Buenos Aires al film Kóblic, de Sebastián Borensztein.
El 2017 va estrenar la sèrie El accidente per Telecinco, interpretant a Lucía Romero Montes. El 2018 participà en la sèrie de televisió Arde Madrid de Movistar+, una sèrie en la qual narra la vida de l'actriu Ava Gardner durant la seva residència en Madrid en els anys 60, des del punt de vista dels seus empleats domèstics i en plena època franquista, per la qual va rebre un altre Premi Feroz. També va participar en la pel·lícula Todos lo saben, protagonitzada per Penélope Cruz i Javier Bardem. Un any més tard va protagonitzar Vivir dos veces, dirigida per Maria Ripoll i Julià. El desembre de 2020 va estrenar la sèrie original de Netflix El desorden que dejas, en el paper de Raquel Valero, en la qual interpreta el paper protagonista al costat de Bárbara Lennie.

## Activisme
Inma Cuesta és considerada una de les actrius espanyoles més compromeses amb el feminisme i reivindica que les dones, i les actrius, puguin ser el motor de les històries, especialment "quan la dona arriba a una certa edat, que sembla que desapareix de la cinematografia i de la indústria". També ha recolzat campanyes com "Tu silla, tu refugio" de la Comissió Espanyola d'Ajuda al Refugiat (CEAR).
En 2015 l'actriu va denunciar a través del seu compte d'Instagram els retocs d'imatge amb Photoshop publicada en la portada de la revista dominical del diari El Periódico qüestionant "els 'cànons' de bellesa que hauríem de continuar" reclamant la "independència de modes i estereotips" i assegurant que no se sentia acomplexada però sí que "indignada" com a dona i subratllant que estava en contra que s'alteri la realitat. "La foto de la dreta va ser treta amb el meu mòbil directament de l'ordinador en la sessió de fotos, jo al complet, sense trampa ni cartó, Inma sencera", va escriure l'actriu en el comentari de la seva foto, en la qual es veien les diferències en un dels seus braços i en la línia del maluc.
Al gener de 2019 quan va rebre el premi millor actriu de televisió en els Premis Feroz va homenatjar "a totes les dones perquè mai més ens hagin de dir el que hem de fer".

## Filmografia

### Cinema
| Any  | Títol                         | Director                | Personatge                 |
| ---- | ----------------------------- | ----------------------- | -------------------------- |
| 2007 | Café solo o con ellas         | Álvaro Díaz Lorenzo     | Sonia                      |
| 2008 | El kaserón                    | Paul Martínez           | Eva                        |
| 2011 | La voz dormida                | Benito Zambrano         | Hortensia Rodríguez García |
| 2011 | Águila Roja: la película      | José Ramón Ayerra       | Margarita Hernando         |
| 2011 | Primos                        | Daniel Sánchez Arévalo  | Martina Martín Martín      |
| 2012 | Invasor                       | Daniel Calparsoro       | Ángela                     |
| 2012 | Blancaneu (Blancanieves)      | Pablo Berger            | Carmen de Triana           |
| 2012 | Grupo 7                       | Alberto Rodríguez       | Elena                      |
| 2013 | 3 bodas de más                | Javier Ruiz Caldera     | Ruth Belloso               |
| 2014 | Las ovejas no pierden el tren | Álvaro Fernández Armero | Luisa                      |
| 2014 | Words with Gods               | Álex de la Iglesia      | Brunette                   |
| 2015 | Los miércoles no existen      | Peris Romano            | Mara                       |
| 2015 | La novia                      | Paula Ortiz Álvarez     | La novia                   |
| 2016 | Kóblic                        | Sebastián Borensztein   | Nancy                      |
| 2016 | Julieta                       | Pedro Almodóvar         | Ava                        |
| 2018 | Todos lo saben                | Asghar Farhadi          | Ana                        |
| 2019 | Vivir dos veces               | Maria Ripoll i Julià    | Julia                      |
| 2022 | El páramo                     | David Casademunt        | Lucía                      |

### Televisió
| Any         | Títol                     | Cadena      | Personatge             | Notes                         |
| ----------- | ------------------------- | ----------- | ---------------------- | ----------------------------- |
| 2006 - 2007 | Amar en tiempos revueltos | La 1        | Elisa Domínguez Pastor | Elenc principal, 221 episodis |
| 2008        | La familia Mata           | Antena 3    | Sonia                  | Eleno secundari, 5 episodis   |
| 2008        | Plan América              | La 1        | Lucía Alonso           | Elenc principal, 5 episodis   |
| 2008 - 2009 | Chica busca chica         | YouTube     | Roberta                | Elenc secundari, 3 episodis   |
| 2009 - 2016 | Águila Roja               | La 1        | Margarita Hernando     | Elenc principal, 91 episodis  |
| 2017 - 2018 | El accidente              | Telecinco   | Lucía Romero           | Eleno principal, 13 episodis  |
| 2018        | Arde Madrid               | Movistar+   | Ana Mari               | Elenc principal, 8 episodis   |
| 2019        | Criminalː España          | Netflix     | Carmen                 | 1 episodi                     |
| 2020        | El desorden que dejas     | Netflix     | Raquel Valero          | Elenc principal, 8 episodis   |
| 2021        | Historias para no dormir  | Prime Video | Rut                    | Elenc principal, 1 episodi    |

### Teatre
| Any         | Títol                    | Personatge | Notes        |
| ----------- | ------------------------ | ---------- | ------------ |
| 2005 - 2009 | Hoy no me puedo levantar | María      | Protagonista |
| 2013        | ¡Ay, Carmela!            | Carmela    | Protagonista |

## Premis i nominacions
Premis Goya
| Any  | Categoria                                  | Pel·lícula     | Resultat |
| ---- | ------------------------------------------ | -------------- | -------- |
| 2011 | Millor interpretació femenina protagonista | La voz dormida | Nominada |
| 2013 | Millor interpretació femenina protagonista | 3 bodas de más | Nominada |
| 2015 | Millor interpretació femenina protagonista | La novia       | Nominada |

Fotogramas de Plata
| Any  | Categoria                                | Treball                                  | Resultat   |
| ---- | ---------------------------------------- | ---------------------------------------- | ---------- |
| 2011 | Millor actriu de televisió               | Águila roja                              | Guanyadora |
| 2011 | Intèrpret més buscat a www.fotogramas.es | Intèrpret més buscat a www.fotogramas.es | Nominada   |
| 2013 | Millor actriu de cinema                  | 3 bodas de más                           | Guanyadora |
| 2015 | Millor actriu de cinema                  | La novia                                 | Nominada   |

Premis de la Unión de Actores
| Any  | Categoria                               | Treball        | Resultat   |
| ---- | --------------------------------------- | -------------- | ---------- |
| 2009 | Millor actriu secundària de televisió   | Águila Roja    | Nominada   |
| 2011 | Millor actriu protagonista de cinema    | La voz dormida | Nominada   |
| 2012 | Millor actriu de repartiment de cinema  | Blancaneu      | Nominada   |
| 2015 | Millor actriu protagonista de cinema    | La novia       | Guanyadora |
| 2018 | Millor actriu protagonista de televisió | Arde Madrid    | Guanyadora |

Premis Feroz
| Any  | Categoria                              | Pel·lícula     | Resultat   |
| ---- | -------------------------------------- | -------------- | ---------- |
| 2014 | Millor actriu protagonista             | 3 bodas de más | Nominada   |
| 2016 | Millor actriu protagonista             | La novia       | Guanyadora |
| 2019 | Millor actriu protagonista d'una sèrie | Arde Madrid    | Guanyadora |

Premis Mestre Mateo
| Any  | Categoria                                    | Pel·lícula | Resultat |
| ---- | -------------------------------------------- | ---------- | -------- |
| 2012 | Millor interpretació femenina de repartiment | Invasor    | Nominada |

Premis Iris
| Any  | Categoria                  | Sèrie       | Resultat |
| ---- | -------------------------- | ----------- | -------- |
| 2010 | Millor actriu protagonista | Águila Roja | Nominada |

Premis Platino
| Any  | Categoria                                              | Pel·lícula            | Resultat |
| ---- | ------------------------------------------------------ | --------------------- | -------- |
| 2016 | Millor interpretació femenina                          | La novia              | Nominada |
| 2019 | Millor interpretació femenina en minisèrie o telesèrie | Arde Madrid           | Nominada |
| 2021 | Millor interpretació femenina en minisèrie o telesèrie | El desorden que dejas | Nominada |